# 梅澤尼夫卡
50°37′57″N 35°18′49″E / 50.63250°N 35.31361°E
梅澤尼夫卡（烏克蘭語：Мезенівка）是位於烏克蘭東北部的村莊，由蘇梅州蘇梅區的克拉斯諾皮利亞市鎮負責管轄。該村處於波日尼亞河畔，分別距離斯拉夫霍羅德2.5公里和利斯內6.5公里，海拔高度165米，2001年人口1,273。